# Малашенко Неоніла Михайлівна
Милашенко Неоніла Михайлівна (*26.03.1943, м. Ізяслав Хмельницької області — + 04.09.2009, м. Чернівці) — українська журналістка.

## Біографія
Народилася 26 березня 1943 року в м. Ізяслав (Хмельницької області). 
У 1963 р. закінчила Снятинське культосвітнє училище (режисерський факультет). Працювала у закладах культури м. Чернівці: масовиком у парку ім. Т. Шевченка, художнім керівником у будинку культури «Клокучка», методистом Першотравневого районного будинку культури, вела міські та обласні конкурси художньої самодіяльності. 
У 1980 р. закінчила філологічний факультет Чернівецького державного університету. З 1972 р. працювала у Чернівецькій обласній державній телерадіокомпанії: звукорежисером, редактором художніх, старшим редактором суспільно-політичних програм, редактором творчого об'єднання «Буковина», автором і ведучою програми «Місто і люди». 
Автор низки нарисів у книзі «Мистецтво бути жінкою» та спогадів про почесного громадянина Чернівців, колишнього голову міської ради Павла Каспрука. 
Померла 4 вересня 2009 року.

## Відзнаки, нагороди
- Член Національної спілки журналістів України.
- Лауреат премії імені Йозефа Главки.
- Дипломант Всеукраїнського конкурсу засобів масової інформації на найкраще висвітлення теми місцевого самоврядування (2003).
- Почесна відзнака Чернівецької міської ради.
- Почесна грамота НСЖУ.
- Медаль «На славу Чернівців»